# Lucius Furius Philus
Lucius Furius Philus est un homme politique de la République romaine. Son surnom Philus vient du grec philos (qui aime) et lui vient de son intérêt pour la culture grecque. Il est lié d’amitié avec Scipion Émilien et Caius Laelius Sapiens, et tous trois ont assisté aux conférences données par les philosophes athéniens Carnéade, Diogène et Critolaüs venus en ambassade en -155 av. J.-C. à Rome.

## Biographie
Furius Philus est consul en -136 et est affecté à la province d’Hispanie citérieure, où se déroule la difficile guerre contre Numance. Furius y emmène Q. Pompeius et Q. Metellus, ses adversaires déclarés au Sénat qui lui faisaient reproche d'avoir obtenu la mission qu'eux-mêmes avaient souhaité. Refusant le traité imposé par les Espagnols, le Sénat romain le charge de livrer à Numance le précédent consul Caius Hostilius Mancinus qui avait accepté ce traité. Il est mentionné par Macrobe en tant qu'auteur d'un travail mentionnant deux formules sacrales à employer contre les villes assiégées.
Selon Cicéron, Furius Philus était un des orateurs les plus lettrés de son époque. Il le met au nombre des participants des dialogues du De Republica, et le montre employer la démarche de réflexion des philosophes académiciens consistant à exposer le pour puis le contre pour cerner la vérité sur un sujet de discussion. Philus s’intéresse aussi à l’astronomie, et est questionné sur le phénomène du lever de deux soleils, observé au moment où se situe le dialogue. Son avis a malheureusement disparu avec une lacune du texte,.